# Motjärnen (Silleruds socken, Värmland)
Motjärnen är en sjö i Årjängs kommun i Värmland och ingår i Göta älvs huvudavrinningsområde.